# HK Lada Toljatti
Der HK Lada Toljatti (russisch ХК Лада Тольятти) ist ein 1976 gegründeter Eishockeyverein der russischen Stadt Toljatti. Der Verein spielt seit 2023 wieder in der Kontinentalen Hockey-Liga. Die Vereinsfarben sind blau, weiß und rot.

## Geschichte
Der Verein wurde 1976 als Torpedo Toljatti gegründet und spielte in den folgenden fünf Jahren in der Wtoraja Liga, der dritten Spielklasse der Sowjetunion. Dabei gewann Torpedo die jeweilige regionale Staffel 1979 und 1982 und stieg dadurch 1982 in die zweitklassige Perwaja Liga auf.
Weitere Titel feierte das Team mit dem Gewinn der Staffel Ost 1986 und der Aufstiegsrunde 1991 der Perwaja Liga. Im Jahre 1989 übernahm die heutige Aktiengesellschaft AwtoWAS das Patronat über den Klub und führte als Bezeichner den Namen der Automarke Lada ein. Zudem wurde mit Gennadi Zygurow ein neuer Cheftrainer eingestellt, mit dem die erste Mannschaft 1991 in die höchste Spielklasse der Sowjetunion, die Wysschaja Liga, aufstieg. Dort etablierte sich das Team in der ersten Saison mit einem neunten Tabellenrang.

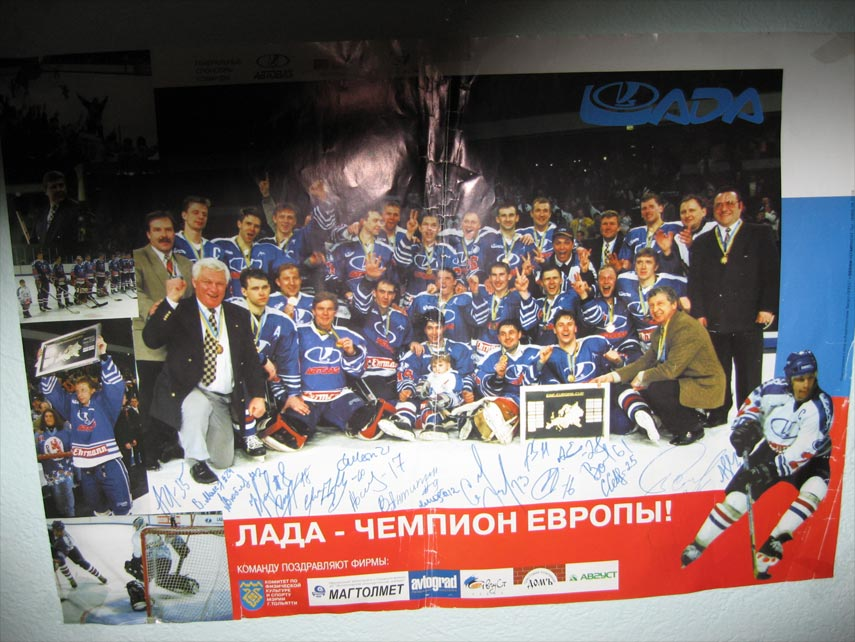
Mannschaftsposter zum Gewinn des Europapokals 1996

1992 wurde die Wysschaja Liga in die Internationale Hockey-Liga umgewandelt und Lada gewann die Hauptrunde der Ost-Konferenz. In den Play-offs erreichte das Team das Finale, in dem es dem HK Dynamo Moskau unterlag und so die Vizemeisterschaft errang.
In der Folge gewann die Mannschaft in den Jahren 1994 und 1996 zwei Mal den Meistertitel der Gemeinschaft Unabhängiger Staaten. Damit war der HK Lada der erste Landesmeister seit der Einführung des Eishockeysports 1946, der nicht aus Moskau stammte.  Die größten Erfolge waren der Sieg im Eishockey-Europapokal 1996 und der Gewinn des IIHF Continental Cup 2005/06. Zudem wurde Lada Toljatti 1995, 1997 und 2005 Vizemeister der GUS bzw. Russlands.
2006 begann der Niedergang des Klubs, als während der Saison 16 Spieler die Mannschaft verließen und die Saison mit Juniorenspielern zu Ende gespielt werden musste. Hintergrund dieser Entwicklung war die schwierige wirtschaftliche Lage des AwtoWAS-Konzerns.
Vor der Saison 2009/10 stand das Team vor der Pleite. Durch den neuen Hauptsponsor Rostechnologii konnte die Finanzierung vorerst gesichert werden. Nachdem die zugesicherten Zahlungen vorerst ausblieben, wurde Lada durch eine Finanzspritze von 17 Millionen Rubel seitens der KHL vor der Auflösung des Vereins gerettet. Anschließend erfolgte vor der Saison 2010/11 der Rückzug in die Wysschaja Liga, da die Ausnahmeregelung für die Spielstätte des Klubs zuvor ausgelaufen war.
Nach Eröffnung der neuen Lada-Arena kehrte der Verein zur Saison 2014/15 in die Kontinentale Hockey-Liga zurück. Als Cheftrainer wurde Sergei Swetlow verpflichtet, der von Admiral Wladiwostok zudem die Spieler Dmitri Worobjow, Andrei Nikitenko und Stanislav Botscharow mitbrachte. Für den neuen KHL-Kader wurden zudem einige Spieler mit Wurzeln in Toljatti, wie unter anderem Juri Petrow und Alexander Tschernikow, unter Vertrag genommen.
Nach der Saison 2017/18 wurde Lada erneut aus der KHL ausgeschlossen. Begründet wurde dieser Schritt vor allem mit mangelnden sportlichen Ergebnissen, einer hohen Finanzierungsrate durch die KHL selbst, fehlende TV-Einschaltquoten und niedrige Zuschaueraufkommen bei Heimspielen.

## Spielstätten

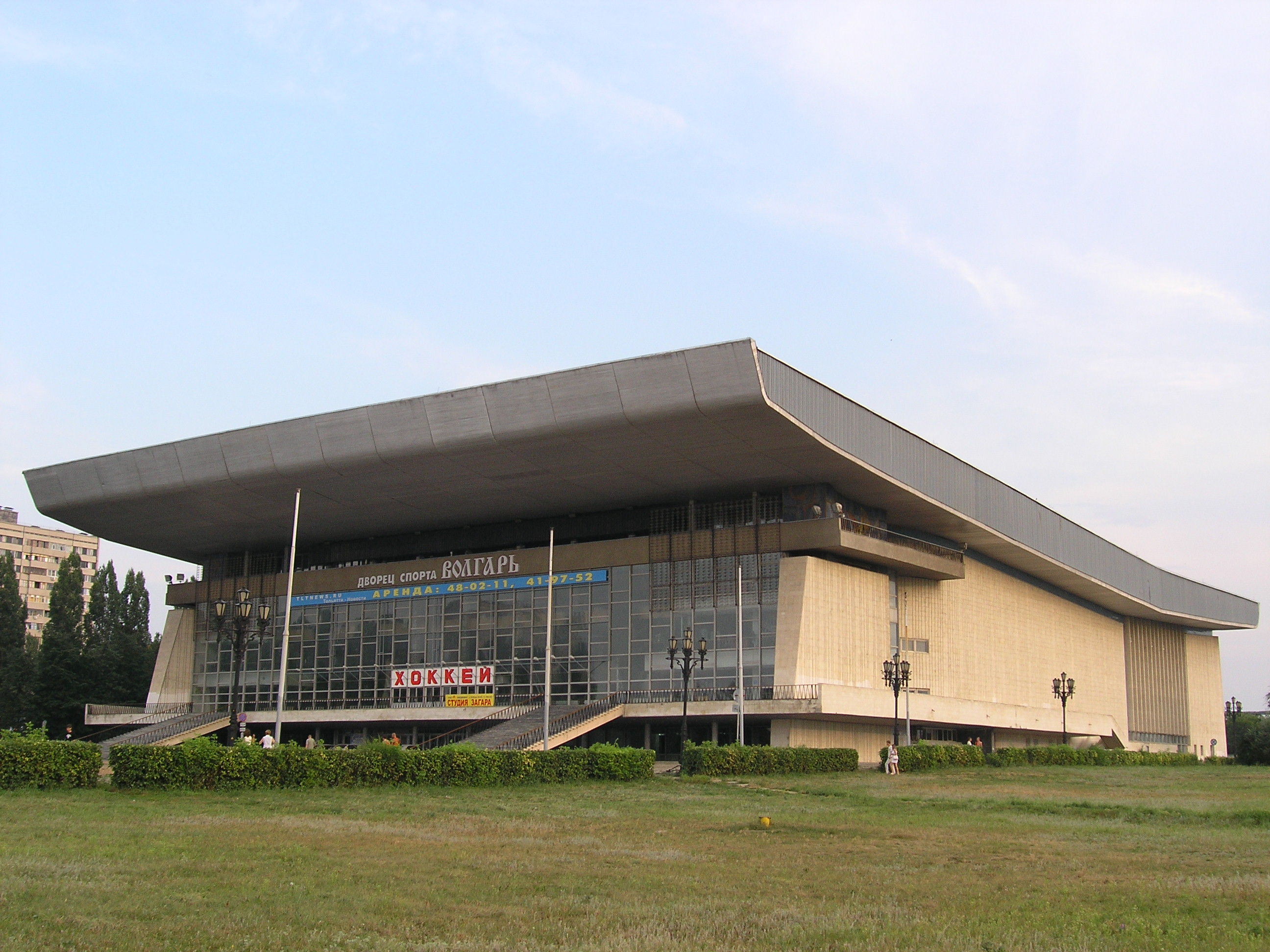
Der Sportpalast Wolgar, die alte Spielstätte des Klubs

Bis 2013 trug Lada Toljatti seine Heimspiele im veralteten, 2900 Zuschauer fassenden Sportpalast Wolgar aus.
Nach den Vorschriften der Russischen Meisterschaft hätte jeder Teilnehmer ab der Saison 2007/08 eine Spielstätte mit einem Fassungsvermögen von mindestens 5500 Zuschauern vorweisen müssen. Daher gab es verschiedene Pläne, eine neue Eishalle zu bauen, um diese Auflagen zu erfüllen. Das Fehlen einer tauglichen Spielstätte war einer der Gründe, warum der Klub 2010 aus der Kontinentalen Hockey-Liga ausgeschlossen wurde.
Am 9. August 2013 wurde die Lada-Arena, die neue Heimat des Clubs, eröffnet. Die moderne Arena bietet 6122 Zuschauern einen Platz.

## Erfolge
- 1979 Meister Wtoraja Liga
- 1982 Meister der Wtoraja Liga
- 1986 Gewinn der Staffel Ost der Perwaja Liga
- 1991 Meister der Perwaja Liga
- 1993 Vizemeister der Internationalen Hockey-Liga
- 1994 Gewinn der Internationalen Hockey-Liga (GUS-Meister)
- 1994 Gewinn des IHL-Pokalwettbewerbs
- 1994 Silbermedaille beim Europapokal
- 1995 Vizemeister der Internationalen Hockey-Liga
- 1995 Silbermedaille beim Spengler Cup
- 1996 Gewinn der Internationalen Hockey-Liga (GUS-Meister)
- 1996 Gewinn des Europapokalwettbewerbs
- 1997 Silbermedaille beim IIHF Super Cup 1997
- 1997 Russischer Vizemeister
- 2005 Russischer Vizemeister
- 2006 Gewinn des IIHF Continental Cup

## Spieler

### Meisterkader
IHL 1993/94
| IHL-Meister HK Lada Toljatti | Torhüter: Andrei Bolsunowski, Alexei Marjin, Gennadi Uschakow Verteidiger: Oleg Burluzki, Wiktor Dronow, Rafik Jakubow, Oleg Koftun, Michail Milechin, Igor Nikitin, Juri Panow, Sergei Pereschogin, Dmitri Schulakow, Pawel Subow, Wladimir Tarassow, Oleg Wolkow Angreifer: Wjatscheslaw Besukladnikow, Pawel Desjatkow, Eduard Gorbatschow, Pjotr Gorjunow, Alexander Iwanow, Anatoli Jemelin, Konstantin Kusmitschow, Sergei Martschkow, Alexander Nesterow, Stanislaw Panfilenkow, Andrei Rasin, Wadim Schaidullin, Sergei Scherebzow, Juri Slow, Iwan Swinzizki, Igor Truchatschew Cheftrainer: Gennadi Zygurow Assistenztrainer: Alexander Tytschkin, Sergei Michaljow |

IHL 1995/96
| IHL-Meister HK Lada Toljatti | Torhüter: Andrei Bolsunowski, Sergei Nikolajew Verteidiger: Andrei Buschtschan, Aleh Chmyl, Oleg Dawydow, Oleg Koftun, Aljaksandr Makryzki, Igor Nikitin, Aleh Ramanau, Alexei Tesikow, Oleg Wolkow, Wladimir Tarassow Angreifer: Oleg Belkin, Wjatscheslaw Besukladinkow, Pawel Desjatkow, Eduard Gorbatschow, Alexander Iwanow, Anatoli Jemelin, Pawel Lasarew, Oleg Malzew, Denis Metljuk, Alexander Nesterow, Wassil Pankou, Konstantin Peregudow, Wadim Podresow, Juri Slow, Iwan Swinzizki, Konstantin Tatarinzew Cheftrainer: Gennadi Zygurow Assistenztrainer: Alexander Tytschkin, Sergei Michaljow |

IIHF Continental Cup 2005/06
| IIHF-Continental-Cup-Sieger HK Lada Toljatti | Torhüter: Wassili Koschetschkin, Alexei Semjonow Verteidiger: Denis Bodrow, Michail Buturlin, Artur Garipow, Māris Jass, Alexei Jemelin, Marat Kalimulin, Andrei Krutschinin, Dmitri Worobjow, Pawel Woroschnin Angreifer: Denis Abdullin, Jewgeni Bodrow, Alexander Bumagin, Alexander Buturlin, Ilja Dokschin, Wadim Golubzow, Jewgeni Ketow, Anton Kryssanow, Andrij Michnow, Jakow Ratschinski, Stanislaw Schmakin Cheftrainer: Pjotr Worobjow Assistenztrainer: Waleri Schaposchnikow, Anatoli Jemelin |

### Bekannte ehemalige Spieler
- Ilja Brysgalow
- Sergei Gontschar
- Denis Gurjanow
- Wiktor Koslow
- Andrei Kowalenko
- Alexei Kowaljow
- Dainius Zubrus

## Trainer seit 1990
- Gennadi Zygurow (1990–1999)
- Waleri Postnikow (1999–2001)
- Pjotr Worobjow (2001–2006)
- Anatoli Jemelin (2006–2007)
- Juri Nowikow (2007)
- Nikolai Kasakow (2007–2008)
- Pjotr Worobjow (2008–2010)
- Nikolai Kasakow (2010–2011)
- Gennadi Zygurow (seit 2011)